# Molekulska mehanika
Molekulska mehanika koristi klasičnu mehaniku za modelovanje molekularnih sistema. Potencijalna energija svih sistema u molekulskoj mehanici se izračunava koristeći polja sila. Molekulska mehanika se može koristiti za izučavanje molekulskih sistema u opsegu veličina i kompleksnosti od malih do velikih bioloških sistema ili materijalnih skupina sa od više hiljada do više miliona atoma.
Sve-atomistički molekulsko mehanički metodi imaju sledeća svojstva: 
- Svaki atom se simulira kao jedna čestica
- Svakoj čestici se dodeljuje prečnik (tipično Van der Valsov radijus), polarizabilnost, i konstantno neto naelektrisanje (generalno izvedeno iz kvantnih proračuna i/ili eksperimentalnih merenja)
- Interakcije vezivanja se tretiraju kao opruge sa ravnotežnim rastojanjem jednakim eksperimentalnoj ili izračunatoj dužini veze

Varijante ovog pristupa su moguće. Na primer, mnoge simulacije su istorijski koristile ujedinjenu atomku reprezentaciju u kojoj je svaka terminalna metil grupa ili intermedijarna metilenska jedinica smatrana jednom česticom, i veliki proteinski sistemi su obično simulirani koristeći model perli koji pripisuje dve to četiri čestice svakoj aminokiselini.

## Funkciona forma
Sledeća funkciona abstrakcija, koja se naziva funkcija potencijala ili polje sila u hemiji, daje potencijalnu energiju molekularnog sistema (E) u datoj konformaciji u obluku sume individualnih energijskih članova.
{\displaystyle \ E=E_{\text{kovalentna}}+E_{\text{nekovalentna}}\,}
gde su komponente kovalentnih i nekovalentnih doprinosa date sledećim zbirom:
{\displaystyle \ E_{\text{kovalentna}}=E_{\text{veza}}+E_{\text{ugao}}+E_{\text{diedar}}}
{\displaystyle \ E_{\text{nekovalentna}}=E_{\text{elektrostat.}}+E_{\text{van der Vals}}}
Precizna funkciona forma potencijalne funkcije, ili polja sila, zavisi od datog simulacionog programa. Generalno članovi veza i uglova se modeluju kao harmonijski potencijali centrirani oko ravnotežnih vrednosti veza i uglova na bazi eksperimenata ili teoretskih proračuna elektronske strukture izvedenih softverom koji vrši ab-initio tipove proračuna, kao što je Gaussian. Za preciznu reprodukciju vibracionog spektra, može se koristiti Morzov potencijal, uz znatan trošak izračunavanja. Diedralni ili torzioni članovi tipično imaju višestruke minimume i stoga se ne mogu modelovati kao harmonijski oscilatori, mada njihova specifična funkciona forma varira u zavisnosti od implementacije. Ova klasa članova može da sadrži neispravne diedralne članove, koji funkcionišu kao korekcioni faktori za devijacije izvan ravni (na primer, oni se mogu koristiti za održavanje planarnosti benzenovih prstena, ili za korekciju geometrije i hiralnosti tetraedralnih atoma u ujedinjeno-atomskoj reprezentaciji).
Članovi koji se ne odnose direktno na veze su daleko skuplji u pogledu potpunog proračuna, pošto je tipični atom vezan za samo nekoliko svojih suseda, a formira interakcije sa svakim drugim atomom molekula. Srećom van der Valsov član brzo opada. On se tipično izračunava koristeći 6–12 Lenard-Džounsov potencijal, što znači da privlačne sile opadaju sa rastojanjem kao r−6, a repulzivne kao r−12, gde r predstavlja rastojanje između atoma. Repulzivni deo r−12 međutim nije fizički, pošto se repulzija eksponencijalno povećava. Opisivanje van der Valsovih sila Lenard-Džounsovim 6–12 potencijalom unosi nepreciznosti, što postaje znatno na kratkim rastojanjima. Generalno se koristi prekidni radijus da bi se ubrzao proračun, tako da atomski parovi čija su rastojanja veća od tog limita imaju energiju van der Valsove interakcije jednaku nuli.
Elektrostatičke članove je veoma teško precizno proračunati pošto oni ne opadaju brzo sa rastojanjem, i elektrostatičke interakcije dugog opsega su često važna osobina studiranog sistema (posebno za proteine). Osnovina funkcionalna forma je Kulonov potencijal, koji opada kao r−1. Različite metode se koriste za rešavanje ovog problema, najjednostavnija je prekidni radijus, slično van der Valsovim članovima. Međutim, time se uvodi oštra diskontinualnost između atoma unutar i izvan radijusa. Prekidačke ili skalirajuće funkcije koje moduliraju pojavnu elektrostatičku energiju su donekle precizniji metodi. Njima se množi izračunata energija glatko varirajućim skalnim faktorom u opsegu od 0 do 1 na spoljašnjim i unutrašnjim prekidnim radijusima. Drugi sofistikovaniji, ali računski intenzivniji metodi su Evaldove mreže čestica (PME) i multipolni algoritam.
Pored funkcionalnog oblika svakog energetskog člana, korisna funkcija energije mora da sadrži parametre za konstante sile, van der Valsove multiplikatore, i druge konstantne članove. Ti članovi, zajedno sa ravnotežnim vrednostima veza, uglova i diedrala, vrednostima parcijalnih naboja, atomskih masa i radijusa, i definicijama funkcija energije, se kolektivno nazivaju poljem sila. Parametrizacija se tipično vrši putem usklađivanja sa eksperimentalnim vrednostima i rezultatima teoretskih proračuna.
Svako polje sila je parameterizovano tako da je unutrašnji konzistentno, mada parameteri generalno nisu transferabilni iz jednog polja sila u drugo.

## Oblasti primene
Molekulska mehanika se prvenstveno koristi u polju molekularne dinamike, gde se polje sila koristi za proračun sila koje deluju na svaku česticu, a podesni integrator za modelovanje dinamike čestica i predviđanje trajektorija. Ukoliko su simulacije dovoljno duge i ako je zadovoljena ergodička hipoteza, molekularno dinamičke trajektorije, mogu se koristiti za procenu hermodinamičkih parametara sistema ili za predviđanje kinetičkih svojstava, kao što su reakcione brzine i mehanizmi.
Molekulska mehanika se isto tako koristi za minimizaciju energije, pri čemu se polje sila koristi kao optimizacioni kriterijum. Ovaj metod koristi podesni algoritam (e.g. algoritam opadajućeg gradijenta) za nalaženje molekularne strukture u lokalnom energetskom minimumu. Minimumi odgovaraju stabilnim konformerima molekula (u izabranom polju sila) i molekularno kretanje se može modelovati u vidu vibracija oko i interkonverzija između tih stabilnih konformera. Stoga se često sreću metode lokalne minimizacije energije u kombinaciji sa globalnom optimizacijom energije, koje se koriste u nalaženju globalnog energijskog minimuma (i drugih stanja niske energije). Molekul provodi najveći deo vremena u tim niskim energetskim stanjima, koja stoga dominiraju molekularne osobine. Globalna optimizacija se može ostvariti koristeći algoritam simuliranog žarenja, Metropolisov algoritam i druge Monte Karlo metode, ili koristeći različite determinističke metode diskretne ili kontinuirane optimizacije. Dok polje sila predstavlja samo entalpijsku komponentu Gibsove slobodne energije (i samo ta komponenta se koristi tokom optimizacije energije), moguće je inkorporirati entropsku komponentu koristeći druge metode, kao što je analiza normalnog moda.
Molekulsko mehaničke funkcije potencijalne energije su korištene za izračunavanje konstanti vezivanja, kinetike proteinskog savijanja, protonacionih ekvilibrijuma, koordinata aktivnog mesta, i za dezajn mesta vezivanja.

## Okruženje i solvatacija
U molekulskoj mehanici postoji nekoliko načina da se definiše okruženje molekula i molekul od interesa. Sistem se može simulirati u vakuumu (tzv. simulacija u gasnoj fazi) bez okruženja, mada je to obično nepoželjno pošto uvodi artefakte u molekularnu geometriju, posebno kod naelektrisanih molekula. Površinska naelektrisanja koja bi normalno formirala interakcije sa molekulima rastvarača umesto toga formiraju interakcije jedno s drugim, proizvodeći molekularne konformacije koje se ne javljaju u bilo kom drugom okruženju. Najbolji način solvatacije sistema je da se stave eksplicitni molekuli vode u simulacionu kutiju sa studiranim molekulima i da se molekuli vode tretiraju kao čestice koje formiraju interakcije. Postoji mnoštvo modela vode sa različitim nivoima kompleksnosti, koji predstavljaju vodu kao jednostavnu tvrdu sferu (ujedinjeni atomski model), kao tri zasebne čestice sa fiksnim uglovima veza, ili čak sa četiri ili pet zasebnih interakcionih centara da bi se uzeli u obzir nespareni elektroni na atomu kiseonika. Što je model vode kompleksniji, to su simulacije računarski intenzivnije. Kompromisni metod je implicitna solvatacija, koji zamenjuje eksplicitno predstavljene molekule vode sa matematičkim izrazom koji reprodukuje prosečno ponašanje molekula vode (ili drugih solvenata kao što su lipidi). Ovaj method je koristan za sprečavanje artifakata koji se javljaju pri simulacijama u vakuumu i reprodukuje svojstva rastvarača, ali ne može da reprodukuje situacije u kojima pojedinačni molekuli vode imaju interesantne interakcije sa studiranim molekulima.

## Softverski paketi
Ovao je ograničen spisak; mnogi drugi paketi su dostupni.
- Abalon
- ACEMD - GPU MD[11]
- AMBER
- Ascalaph Designer[12]
- BOSS
- CHARMM
- COSMOS[13]
- CytoSolve[14]
- Ghemical
- GROMACS
- GROMOS
- Interna koordinatna mehanika (ICM)
- LAMMPS
- MacroModel
- MDynaMix
- NAMD
- Q
- Q-Chem
- Spartan
- StruMM3D (STR3DI32)[15]
- Tinker
- X-PLOR
- Yasara
- Zodiac[16]

## Literatura
- Allinger NL, Burkert U (1982). Molecular Mechanics. An American Chemical Society Publication. ISBN 0-8412-0885-9.
- Box VG (1997). „The Molecular Mechanics of Quantized Valence Bonds”. J Mol Model. 3 (3): 124—41. doi:10.1007/s008940050026.
- Box VG (1998-11-12). „The anomeric effect of monosaccharides and their derivatives. Insights from the new QVBMM molecular mechanics force field”. Heterocycles. 48 (11): 2389—417. doi:10.3987/REV-98-504. Архивирано из оригинала 31. 05. 2012. г. Приступљено 22. 10. 2016.
- Box VG (2004). „Stereo-electronic effects in polynucleotides and their double helices”. J Mol Struct. 689 (1–2): 33—41. Bibcode:2004JMoSt.689...33B. doi:10.1016/j.molstruc.2003.10.019.
- Becker OM (2001). Computational biochemistry and biophysics. New York, N.Y.: Marcel Dekker. ISBN 0-8247-0455-X.
- Mackerell AD (2004). „Empirical force fields for biological macromolecules: overview and issues”. J Comput Chem. 25 (13): 1584—604. PMID 15264253. doi:10.1002/jcc.20082.
- Schlick T (2002). Molecular modeling and simulation: an interdisciplinary guide. Berlin: Springer. ISBN 0-387-95404-X.
- Krishnan Namboori; Ramachandran, K. S.; Deepa Gopakumar (2008). Computational Chemistry and Molecular Modeling: Principles and Applications. Berlin: Springer. ISBN 3-540-77302-9.

## Spoljašnje veze
- Molecular dynamics simulation methods revised
- Molecular mechanics - it is simple